# Software Asset Management
Software Asset Management (SAM) — методология, направленная на оптимизацию процессов управления активами программного обеспечения в организации и их защиту: учёт программного обеспечения, его использования, лицензий (прав на использование), документов, подтверждающих наличие прав на использование (сертификаты, лицензионные свидетельства, лицензионные соглашения, договора, бухгалтерские документы), разработка и использование регламентов и политик закупки программного обеспечения, ввода его в эксплуатацию, эксплуатация, вывод из эксплуатации и др.

## Стандарт ISO/IEC 19770
ISO/IEC 19770-1: SAM Processes — сосредотачивает внимание на процессах SAM, реализация которых в организации необходима для эффективного управления программными активами. Стандарт опубликован 9 мая 2006 года. Изъят из использования, новая версия ISO/IEC 19770-1:2012.
ISO/IEC 19770-2: SAM Tag — сосредотачивает внимание на способах идентификации программного обеспечения и управления им. Целевая аудитория этой части стандарта — производители программного обеспечения, в том числе средств аудита. Стандарт опубликован 11 ноября 2009 года.
ISO/IEC 19770-3: Software Entitlements — сосредотачивает внимание на способах отслеживания прав на использование программного обеспечения. Стандарт находится в состоянии предварительного обсуждения.
ISO/IEC 19770-4: SAM Maturity Assessments and Incremental Conformance — сосредотачивает внимание на методах оценки зрелости SAM в организациях, а также сертификации организаций на соответствие стандарту.
В разработке стандарта принимали участие в том числе и коммерческие компании, например COMPAREX..

## Специфика применения SAM в разных странах
По данным исследования, проведённого по заказу BSA, спецификой, характерной для стран СНГ, стран Восточной Европы, Китая и ряда других является широкое распространение использования проприетарного коммерческого программного обеспечения без покупки необходимых для этого лицензий. Поэтому в ряде случаев, на практике начинают использовать методологию SAM с процедуры легализации программного обеспечения.